# فيكتوريا كوموفا
فيكتوريا أليكساندروفنا كوموفا (بالروسية:Виктория Александровна Комова ; ولدت في 30 يناير 1995) لاعبة جمباز روسية حصلت على ميدالية أولمبية مرتين، بعد أن فازت بالميداليات الفضية في حدث جمباز شامل والفريق في الألعاب الأولمبية الصيفية 2012، وهي أيضًا بطلة العالم لعام 2011 في القضبان غير متساوية وحائزة على الميدالية الفضية في حدث جمباز شامل ، وبطلة العالم لعام 2015 على القضبان غير متساوية. على مستوى المبتدئين ، كانت بطلة الألعاب الأولمبية للشباب لعام 2010 ، وبطلة القضبان غير متساوية ، وبطلة في حدث منصة القفز، والميدالية البرونزية في حركات أرضية.

## روابط خارجية
- فيكتوريا كوموفا على موقع الاتحاد الدولي للجمباز (licence) (الإنجليزية)
- فيكتوريا كوموفا على موقع الاتحاد الدولي للجمباز (biography) (الإنجليزية)
- فيكتوريا كوموفا على موقع اللجنة الأولمبية الدولية (الإنجليزية)
- فيكتوريا كوموفا على موقع أوليمبيديا (الإنجليزية)

- Viktoria Komova Profile نسخة محفوظة 31 مارس 2018 على موقع واي باك مشين. (بالروسية)
- Komova(Skill on Uneven Bars)
- Gymnastics Results
- فيكتوريا كوموفا على إنستغرام